# Vieux-Waleffe
Vieux-Waleffe is een plaats en deelgemeente van de Belgische gemeente Villers-le-Bouillet.
Vieux-Waleffe ligt in de provincie Luik en was tot 1 januari 1977 een zelfstandige gemeente.

## Bezienswaardigheden
- De Kasteelboerderij van Vieux-Waleffe is een voormalige zetel van de heerlijkheid. Het is een grote vierkantshoeve met adellijke bewoners, gelegen in een park.
- De Sint-Lambertuskerk (Église Saint-Lambert) is een neoromaans kerkgebouw van 1882.
- De Pnze-Lieve-Vrouw van Bijstandkapel (Chapelle Notre-Dame du Bon Secours) is een achtkante veldkapel van 1759.
- De Ferme de la Xhavée ui de 18de eeuw.
- De Ferme Saint-Louis is een vierkantshoeve van 1758.
- De Feodale motte van Vieux-Waleffe

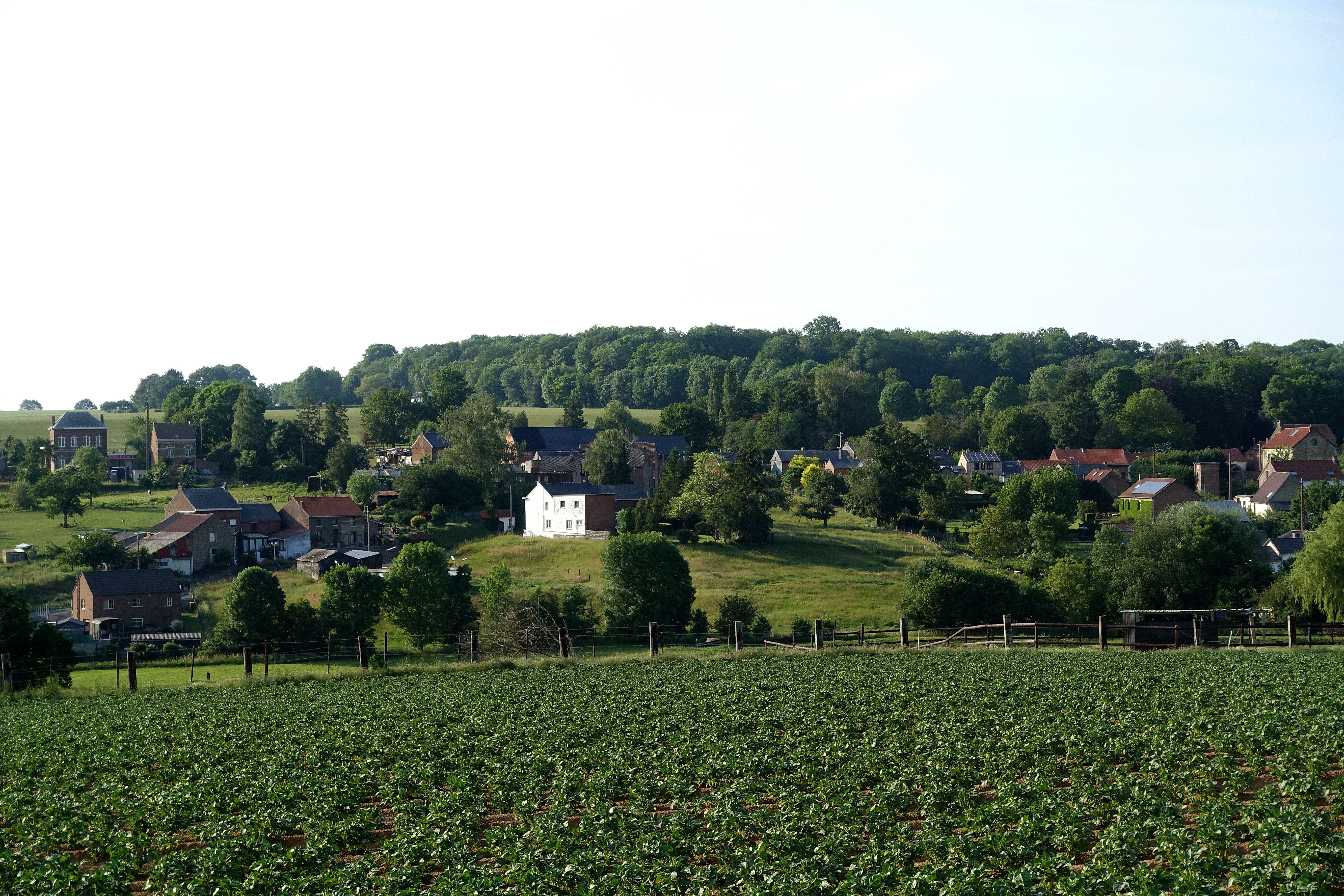
Dorp Vieux-Waleffe
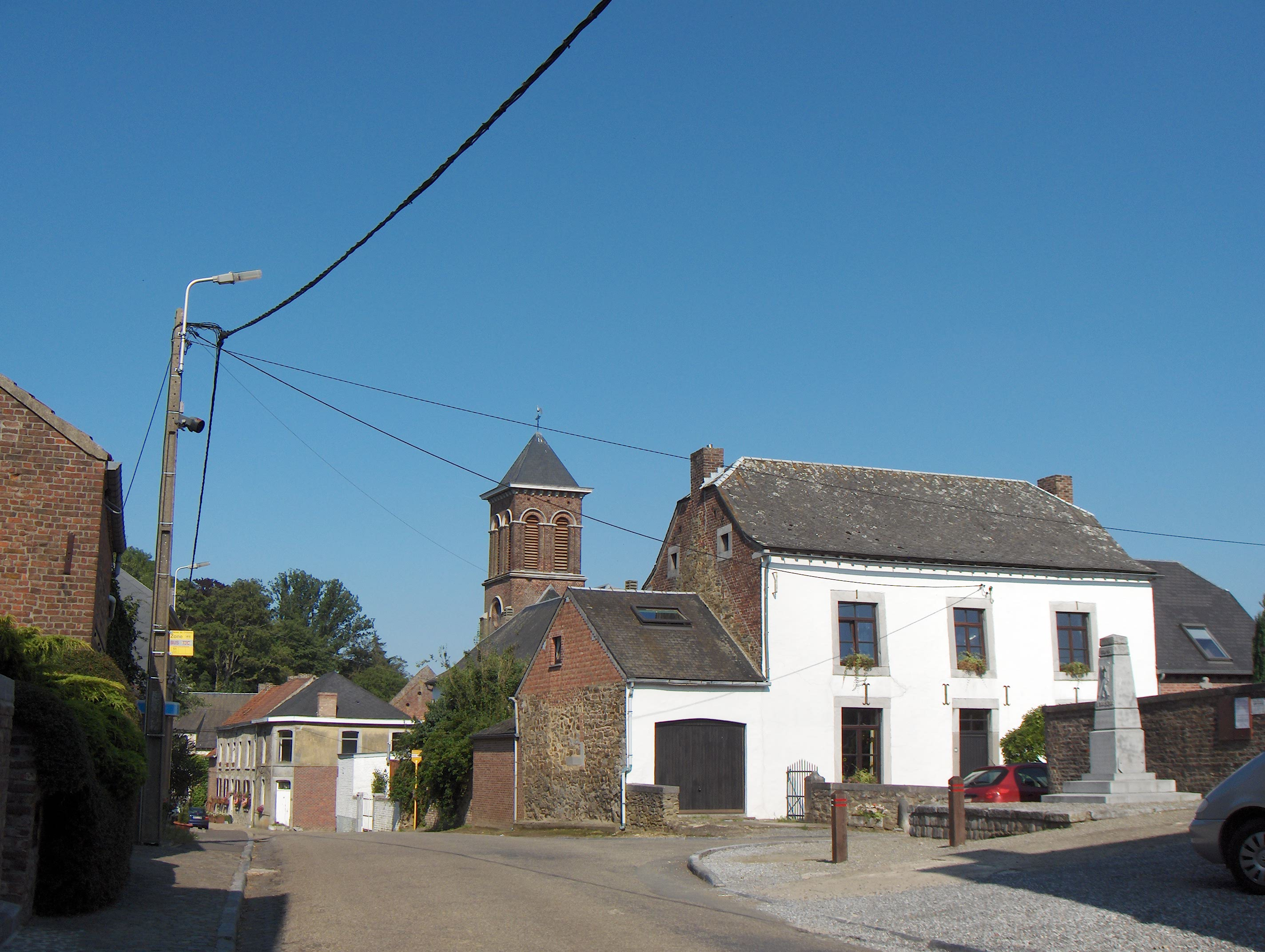
Hoofdstraat met kerk en begraafplaats
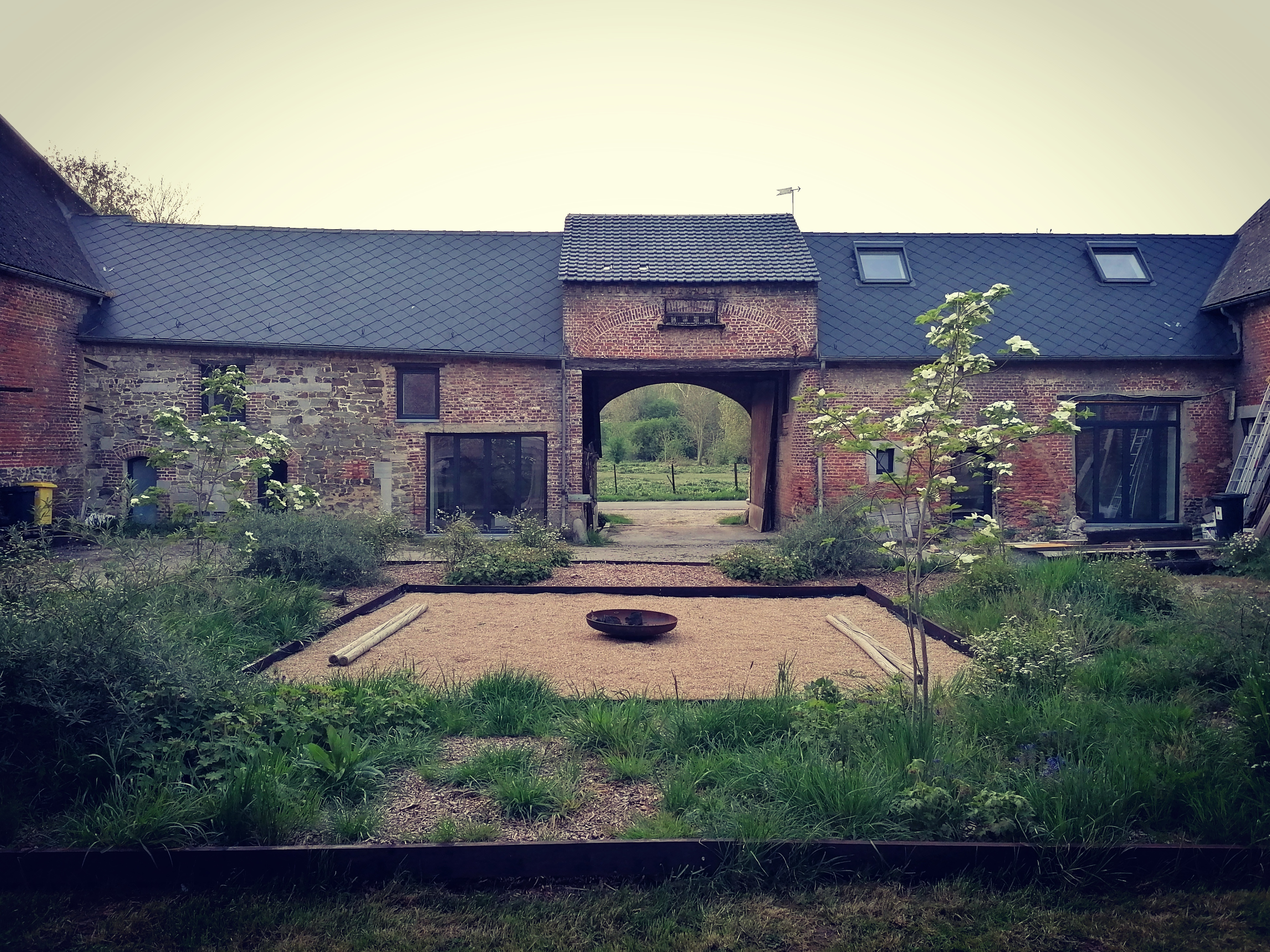
Binnenplein ferme Saint-Louis

## Natuur en landschap
Vieux-Waleffe ligt aan de Ruisseau des Étangs. De hoogte aan de kerk bedraagt 140 meter.

## Demografische ontwikkeling
- Bronnen:NIS, Opm:1831 tot en met 1970=volkstellingen, 1976= inwoneraantal op 31 december

## Nabijgelegen kernen
Vaux-et-Borset, Dreye, Tourinne, Les Waleffes